# TV Difusora São Luís
TV Difusora São Luís é uma emissora de televisão brasileira sediada em São Luís, capital do estado do Maranhão. Opera no canal 4 (38 UHF digital), e é afiliada ao SBT. Pertence ao Sistema Difusora de Comunicação, e é a cabeça de rede da Rede Difusora, transmitindo para várias emissoras no interior do estado. Fundada em 9 de novembro de 1963, é a primeira emissora de TV do Maranhão.

## História

### Primeiros anos (1963–1972)
"Senhores telespectadores, a TV Difusora canal 4 inicia suas atividades a partir deste instante. TV Difusora, canal 4, testemunho vivo da iniciativa e do arrojo do povo maranhense."

Leonor Filho, em locução durante a abertura das transmissões da emissora

Os fundadores da TV Difusora, Magno e Raimundo Bacelar, e os apresentadores Bernardo Almeida e José Leite Machado, durante a cerimônia de inauguração em 1963

O estado do Maranhão teve sua primeira experiência televisiva em 1955, quando durante a polêmica eleição suplementar para o Senado Federal, o jornalista e candidato Assis Chateaubriand ordenou a realização de uma transmissão em circuito fechado, realizada com o apoio técnico da Rede de Emissoras Associadas, da qual era proprietário. Foram preparados estúdios no auditório da Rádio Timbira em São Luís, e instalados televisores no Largo do Carmo. Os telespectadores puderam então acompanhar números musicais de Keila Vidigal e Luiz Gonzaga, sob o comando do locutor Carlos Frias, apenas com o propósito de promover a candidatura de Chateaubriand, que terminou sendo eleito.
Porém, a implantação de uma emissora de televisão se deu a partir da década de 1960, quando os irmãos Raimundo Bacelar e Magno Bacelar, membros de uma influente família política local, juntamente com outros sócios, formaram uma sociedade através da Rádio Difusora (inaugurada por eles em 1955) para obter uma concessão junto ao Governo Federal. Em 25 de junho de 1962, o primeiro-ministro Tancredo Neves outorgou a concessão do canal 4 VHF de São Luís para o grupo. A essa altura, os planos para a sua implantação já estavam em prática desde 1960, quando foram alugados, pelo prazo de 10 anos, dois andares do Edifício João Goulart (na época pertencente ao INPS), no centro da capital, para sediar a Rádio Difusora (10.º andar) e mais tarde a TV Difusora (9.º andar). Foram investidos ainda 100 milhões de cruzeiros na compra de equipamentos importados dos Estados Unidos e da Inglaterra.
A TV Difusora tinha previsão de lançamento no primeiro semestre de 1963, mas devido a atrasos na montagem e instalação dos equipamentos, suas transmissões só se iniciaram em 27 de outubro daquele ano, em caráter experimental. Sua inauguração oficial, foi em 9 de novembro, às 20h, com uma cerimônia apresentada por Bernardo Almeida e José Leite Machado, no qual discursou o fundador Raimundo Bacelar, acompanhado do seu irmão Magno, que ficaria responsável pela direção da emissora. Em seguida, foi ao ar às 21h30 um show especial com artistas da emissora e números musicais de Conjunto Farroupilha, Ellen de Lima, Francis Bento e Célio Roberto, até o encerramento de suas transmissões. No evento, também estavam presentes dentre os convidados, o governador do estado, Newton Bello; o prefeito de São Luís, Costa Rodrigues; o ministro da justiça, Abelardo Jurema, representando o presidente João Goulart; Agnelo Alves, representando o seu irmão Aluízio Alves, governador do Rio Grande do Norte, que não pode comparecer; Vincent Rotundo, adido da embaixada dos Estados Unidos em Belém, Pará, e o monsenhor Osmar Palhano de Jesus, que batizou os seus equipamentos. O ex-presidente Juscelino Kubitschek também foi convidado, no entanto, só pode comparecer no dia seguinte, dando uma entrevista exclusiva para a emissora.
A primeira equipe da TV Difusora, em parte oriunda da Rádio Difusora, era composta por: Luiz Cardoso de Almeida, técnico; Nonato Lemos (Pudim), operador de transmissor; Antonio Vieira e Ribamar Fernandes (Escurinho do Samba), telecine; Haroldo Rêgo, direção de TV; Douglas Santos e Euclides Marinho (Lourinho), câmeras; Elvas Ribeiro (Parafuso), sonoplasta; Genes Celeste Soares, cenografia. José Leite Machado, Bernardo Almeida e Fernando Cutrim foram os primeiros apresentadores, enquanto Leonor Filho e Florisvaldo Sousa eram as vozes padrão da emissora. Georges Ohnet e Roberto Marassi (oriundos da TV Excelsior) ficaram responsáveis pela direção artística da programação em seus primeiros meses, e após retornarem para São Paulo em 1964, foram substituídos por Reynaldo Faray.
Naquele dia, poucas pessoas tinham aparelho de televisão para acompanhar a estreia da televisão no Maranhão, e fazer o público assistir TV na época exigia criatividade. Para divulgar o novo meio de comunicação, eram jogados folhetos pela cidade com a grade de programação, e também foram instalados equipamentos de TV em postes elétricos, onde as pessoas se reuniam para acompanhar a emissora. A popularidade da TV Difusora era tanta em seus primeiros anos, que durante o carnaval de 1964, um dos vários blocos carnavalescos da época homenageou a emissora com uma marchinha que dizia: "Quem viver verá, TV Difusora canal 4 funcionar".

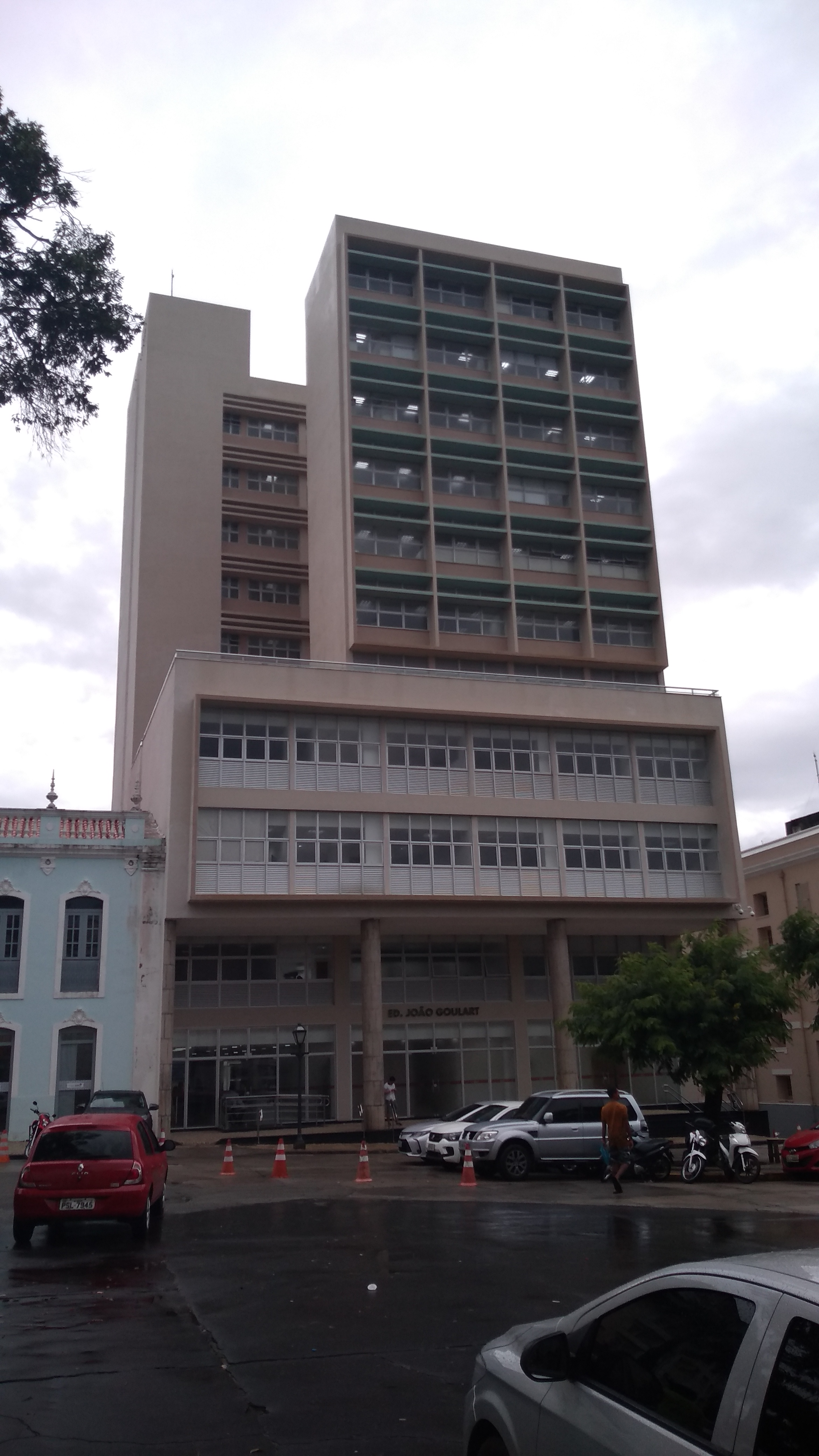
O Edifício João Goulart, atualmente sede de secretarias do governo estadual, foi a sede da TV Difusora entre 1963 e 1970

Assim como em outras emissoras pelo país, de início, toda a programação da TV Difusora era feita localmente e ao vivo, por não haver videotape para gravar as atrações. A emissora passou a dispor do equipamento em 9 de julho de 1966, e a partir daí expandiu a sua programação com atrações produzidas pela Rede das Emissoras Unidas (posteriormente renomeada para Rede de Emissoras Independentes), Emissoras Associadas (futuramente Rede Tupi) e TV Excelsior, que eram trazidos de avião de São Paulo até São Luís, em malotes, 2 ou 3 dias após terem sido gravados, além de diversos enlatados como filmes e séries. Até mesmo momentos históricos como a chegada do homem à Lua e a Copa do Mundo FIFA de 1970 também foram vistos em VT pelos maranhenses, uma vez que os troncos de transmissão da Embratel só alcançaram o estado no início da década seguinte.
Em contrapartida, o número de atrações locais diminuiu consideravelmente, também em parte por conta de investimentos feitos para expansão do seu sinal para o interior, através de retransmissoras via micro-ondas nos municípios que margeavam a Estrada de Ferro São Luiz-Teresina, alcançando a capital piauiense (que na época ainda não possuía emissoras de televisão) em agosto em 1968. Os investimentos consumiram grande parte dos recursos do Sistema Difusora de Comunicação, que foi forçado a aumentar o número de cotistas no fim dos anos 60. A TV Difusora precisava ainda modernizar sua própria estrutura, e como o Edifício João Goulart já não tinha mais espaço para isso e o contrato de locação estrava prestes a vencer, teve início em 1969 a construção da atual sede da emissora, em terreno doado pelo governo estadual na Rua Camboa (hoje Avenida Camboa), nº 120, no bairro homônimo, onde anteriormente havia funcionado a fábrica de tecidos Camboa.
A nova sede foi inaugurada em 29 de agosto de 1970, apenas com as operações da Rádio Difusora, enquanto a TV Difusora foi movendo gradualmente seus departamentos para o novo endereço até outubro do mesmo ano. A emissora também renovou sua estrutura, com novos equipamentos de transmissão que ampliaram o alcance do seu sinal para toda a Baixada e parte da região dos Lençóis.

### Rede Globo (1972–1991)

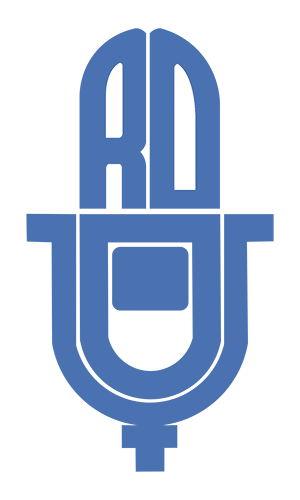
Logotipo usado entre 1963 e 1991. O conceito (um microfone de rádio) era adotado da Rádio Difusora, com a adição de um quadrado no centro representando uma tela de TV, em modificação feita por Genes Soares

O período de mudanças na TV Difusora também teve reflexos em sua programação. Após receber uma proposta dos diretores da Rede Globo, da qual já exibia alguns programas desde 1970, a TV Difusora tornou-se uma de suas afiliadas em 1972, ano em que foi inaugurada a TV Globo Nordeste em Recife, Pernambuco, com base num processo de expansão do seu sinal pela região. Como resultado de sua afiliação com a Globo, e tendo apenas a TVE Maranhão (fundada em 1969) como sua concorrente, a emissora passou a atingir índices exorbitantes de audiência, chegando a 100% de share por um dia inteiro. Houve alterações também na programação, que passou a priorizar o jornalismo em relação ao entretenimento, atendendo aos rígidos padrões globais.
Mesmo com bastante influência política, os irmãos Bacelar continuavam tendo dificuldades para administrar a TV Difusora, devido a concorrência de outras empresas pertencentes à família fora da comunicação com grupos já estabelecidos no mercado, o que acabou gerando prejuízos financeiros ao grupo como um todo. Em 1973, decidido a morar no Rio de Janeiro, Raimundo Bacelar vendeu as suas ações para o irmão Magno, que a partir daí tornou-se o único administrador. Na mesma época, Magno tentou negociar a venda da emissora para outros donos, como o Grupo Liberal e o Sistema Verdes Mares, sem sucesso. Apesar disso, a TV Difusora continuou expandindo seu sinal para o interior do estado durante as décadas de 1970 e 1980, firmando parcerias com prefeituras locais, e inclusive outras emissoras, como a TV Rio Balsas em 1979. O sinal chegava via enlaces de micro-ondas, ou então as fitas eram enviadas para as regiões, o que ocasionava atrasos em relação a exibição original. Em maio de 1981, o sinal da emissora chegou a Marabá, Pará, através da TV Marabá, que passou a exibir parte dos programas da Rede Globo e da TV Difusora.
Em 1985, a TV Difusora e as outras emissoras do grupo tiveram 50% de suas ações vendidas para o empresário e político Francisco Coelho, secretário estadual de agricultura do então governador Luiz Rocha. A venda acompanhava o processo de enfraquecimento político de Magno Bacelar, capitaneado pelo presidente José Sarney, outrora seu aliado político, que vislumbrava ter a Globo como a rede de sua futura emissora, a TV Mirante. Bacelar contou anos depois, que Sarney chegou a fazer pressão em Roberto Marinho para que a Globo rompesse com a TV Difusora e migrasse sua programação para a TV Mirante ainda na época da inauguração, em 1987. A mudança no entanto foi adiada, devido a repercussão midiática causada pela desfiliação da TV Aratu em favor da TV Bahia em Salvador no mesmo ano, igualmente devido a motivações políticas, o que fez a Globo renovar gradualmente a sua afiliação com a TV Difusora a cada ano até que o processo de venda da emissora fosse concluído.
A situação de Bacelar agravou-se após as eleições de 1986, quando ele saiu derrotado de sua candidatura ao Senado Federal, feita justamente para tentar salvar suas empresas. Endividado com os custos da campanha, Bacelar vendeu o Sistema Difusora de Comunicação no fim de 1987 para o governador Epitácio Cafeteira, que era representado pelo empresário laranja William Nagem (80% das ações) e seu filho, Paulo Nagem (20%). A entrada de Nagem no negócio acabou criando outra indisposição, dessa vez entre Cafeteira e Sarney, que acabaram rompendo politicamente, uma vez que o governador pretendia usar a emissora como meio de propaganda par a sua futura candidatura ao Senado nas eleições de 1990. Na época da sua venda, a emissora estava com dívidas que ultrapassavam, ao todo, 96 milhões de cruzados. Uma delas, com o Banco do Nordeste, alcançava cerca de Cz$ 24,3 milhões, e em sua renegociação, foi convertida em espaços publicitários ao longo da programação. O Governo do Estado do Maranhão, chefiado pelo próprio dono da emissora, também teve grande participação na quitação das dívidas, destinando verbas publicitárias e matérias produzidas pela SECOM que eram veiculadas nos telejornais locais.
Cafeteira logrou êxito em sua candidatura ao Senado em 1990, e no fim do ano, sem interesse em continuar tendo veículos de comunicação, vendeu o Sistema Difusora para a família do governador eleito Edison Lobão, tendo Edinho Lobão e seus irmãos Márcio e Luciano como os novos sócios proprietários do grupo. Aliado político de Sarney, Lobão não criou quaisquer dificuldades para uma troca de afiliação entre a Difusora e a Mirante, e o caminho estava aberto.

### SBT (1991–presente)

Logotipo da emissora entre 1991 e 2012, com o design adotado a partir da década de 2000 (anterior a este, era utilizado um similar na cor cinza)

Em 1.º de fevereiro de 1991, já sob o comando da família Lobão, a TV Difusora e a TV Mirante trocam de afiliação, com a TV Mirante passando a ser afiliada à Rede Globo e a TV Difusora ao SBT, nas quais ambas estão até hoje. O acordo entre as duas emissoras inicialmente definiu renovação com cada rede de 6 em 6 anos. Para a TV Difusora, era o fim de quase 19 anos de parceria com a Globo, e para a TV Mirante, era o início do seu crescimento. Com a troca, a TV Difusora tem uma grande queda nos índices de audiência e também na qualidade da programação, que até então seguia rigidamente o "Padrão Globo de Qualidade" e acaba dando lugar ao estilo "popularesco" do SBT.
Surgimento da Rede Difusora
No decorrer da década de 1990, o MiniCom aprova a criação de novas emissoras de TV no interior do Maranhão. Com isso, em 1997, o Sistema Difusora de Comunicação cria a Rede Difusora, gerando através do "Difu Sat" (sinal de satélite da emissora no Brasil Sat) sua programação para todo o estado, e consequentemente substituindo os enlaces de microondas por retransmissoras via satélite.
A partir da década de 2000, a TV Difusora passou a sentir a crise na qual o SBT entrava devido ao avanço da Rede Record a partir de 1997, sendo retransmitida pela TV São Luís, o que levou a modificação de vários horários na emissora entre a manhã e a tarde. Mesmo assim os programas locais continuavam sendo alguns dos mais assistidos.
Em 9 de novembro de 2012, data do seu 49.º aniversário, a TV Difusora lançou, durante a exibição do Jornal da Difusora, o seu novo logotipo, criado especialmente para iniciar as comemorações dos seus 50 anos. Um ano depois, na mesma data, a emissora transmitiu o primeiro de 3 episódios do documentário TV Difusora, 50 anos na sua casa, que narrava sua trajetória desde 1963, mostrando os fatos cobertos pela emissora, e como ela contribuiu para o desenvolvimento do estado do Maranhão ao longo dos seus 50 anos, além de mostrar depoimentos de jornalistas e apresentadores atuais e antigos da emissora. Em seguida, foi transmitido um especial do Algo Mais, onde Paulinha Lobão recebeu antigos e atuais funcionários da TV Difusora para comemorar seu aniversário, sendo eles José Raimundo Rodrigues, Zé Cirilo, Orquídea Santos, Messias Vilar, Mário Porto, Olavo Sampaio e Daucyana Castro. A emissora também já havia promovido em 5 de outubro um show da dupla sertaneja Bruno & Marrone para a comemoração do seu cinquentenário.
No fim de 2014 e ao longo do ano de 2015, a TV Difusora promoveu uma série de demissões em várias áreas, e mais de 100 funcionários ficaram desempregados. Como resultado, vários programas acabaram sendo tirados do ar, e os telejornais, também afetados pela redução no número de repórteres, passaram a ter maior participação das emissoras do interior no seu conteúdo. A emissora entrou em uma crise financeira e arrendou parte da sua grade para programas independentes nas manhãs de sábado, além de reduzir a duração dos programas locais do meio-dia para a inserção de um game de perguntas e respostas da G2P TV.
Em 12 de janeiro de 2016, o colunista da revista Época, Leandro Loyola, publicou uma nota informando que a TV Difusora estaria sendo colocada à venda por Edinho Lobão. Lobão inicialmente afirmou que o negócio estaria envolvendo apenas a TV Difusora São Luís, com os outros veículos do Sistema Difusora de Comunicação ficando fora de uma possível transição. No entanto, após a crise da TV Difusora aliviar e haver uma reestruturação financeira, o empresário negou que pudesse vender a emissora. Posteriormente, o então deputado federal Weverton Rocha, representado pelo advogado e empresário Willer Tomaz de Sousa, arrendou a emissora e a Difusora FM, comprando definitivamente o grupo em março de 2020.

## Sinal digital

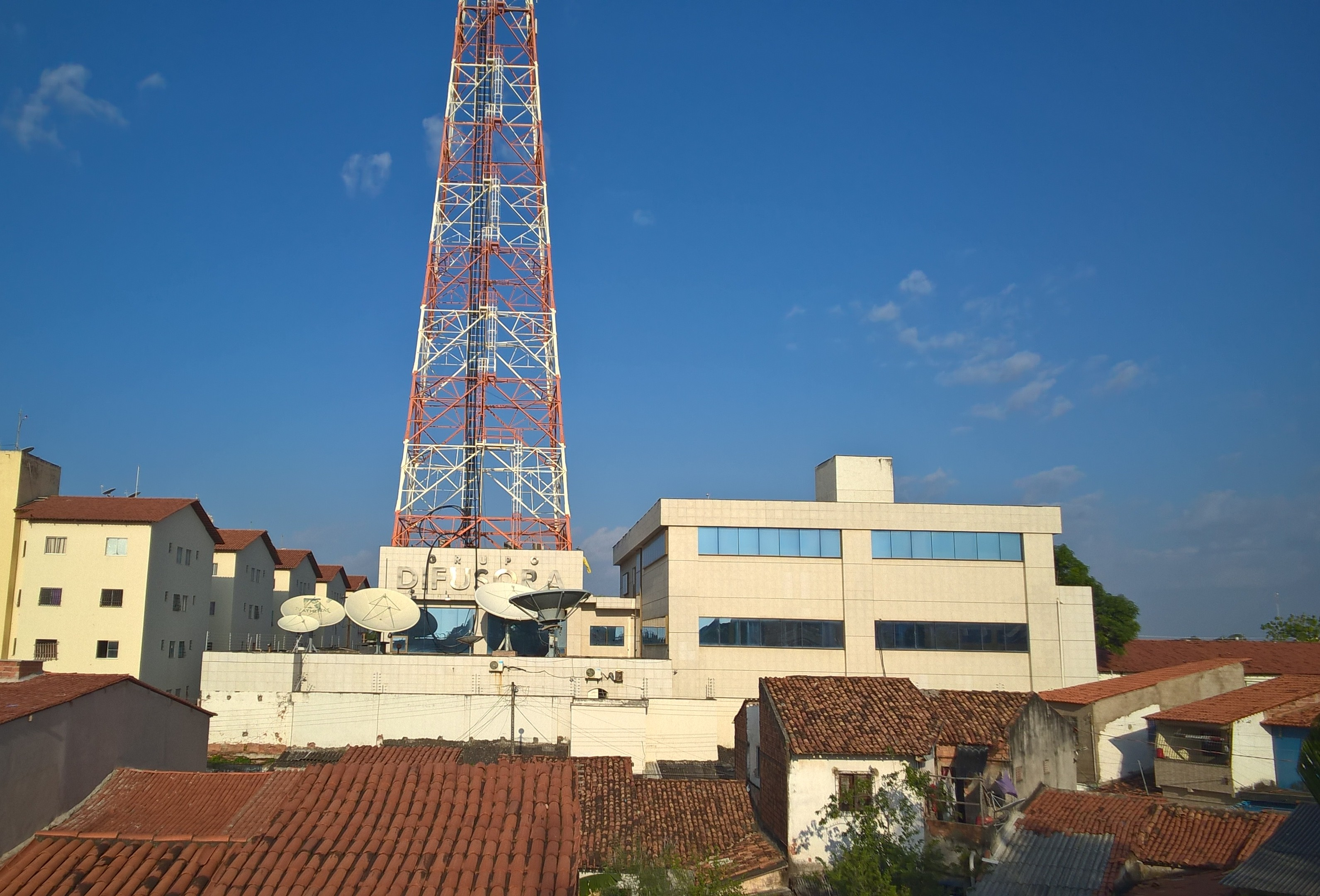
A atual sede, no bairro da Camboa, onde a TV Difusora funciona desde 1970

A emissora iniciou os testes para implantação do seu sinal digital pelo canal 38 UHF em 13 de agosto de 2011, e voltou a fazê-los em 10 de novembro, com a imagem em SD. Em 30 de março de 2012, o sinal digital da emissora sai novamente do ar, voltando posteriormente em 30 de abril, transmitindo as imagens do SBT em HD, e em 5 de maio voltando com a retransmissão do sinal analógico. O sinal deixou de ir ao ar novamente em 31 de maio. Em 21 de agosto, data em que a emissora passou a gerar o horário eleitoral gratuito das eleições municipais para a cidade de São Luís, a emissora inicia os testes definitivos para implantação do seu sinal digital.
Em 8 de setembro, a emissora lança definitivamente o seu sinal digital, com a exibição do especial São Luís, 400 Anos de História, gravado em alta definição. Paralelo ao lançamento do seu sinal digital, a TV Difusora também foi a primeira emissora do estado a gerar toda a sua programação local em alta definição. No entanto, devido a um problema nos equipamentos de captação do sinal de satélite do SBT, a emissora passou em 2013 a transmitir apenas a sua programação local em HD, sendo que a nacional era uma retransmissão do sinal analógico, em SD. Em abril de 2015, a emissora voltou a transmitir o sinal da sua rede em HD, após solucionar parcialmente o problema.
Em 1.º de janeiro de 2022, a emissora passou a transmitir a programação da TV Assembleia no subcanal 4.2, após parceria firmada com a Assembleia Legislativa do Maranhão. Meses depois, o subcanal passou a repetir a programação do 4.1 na íntegra, com a exceção de eventos especiais que não poderiam ser exibidos em sua totalidade por conta da programação do SBT, como a Feira do Empreendedor, o São João das Tradições, entre outros.
Transição para o sinal digital
Com base no decreto federal de transição das emissoras de TV brasileiras do sinal analógico para o digital, a TV Difusora, bem como as outras emissoras de São Luís e região metropolitana, cessou suas transmissões pelo canal 4 VHF em 28 de março de 2018, seguindo o cronograma oficial da ANATEL. A emissora desligou o transmissor analógico à 0h01 do dia 29 de março, durante um intervalo comercial do Programa do Ratinho, sem inserir o slide sobre o switch-off.

## Programas

### Jornalismo

Bernardo Almeida entrevista o senador e ex-presidente da república Juscelino Kubitschek, em 10 de novembro de 1963. Ele foi considerado o paraninfo simbólico da nova estação

O primeiro telejornal da emissora foi o Telejornal da Difusora, exibido pela primeira vez no dia seguinte à sua inauguração. O noticiário de 15 minutos era apresentado por Leonel Carvalho e exibido de segunda a sábado, e seu conteúdo era tradicionalmente feito a partir de recortes dos jornais impressos e também entrevistas com personalidades. A principal delas foi em 10 de novembro de 1963, com o ex-presidente da república e então senador pelo estado de Goiás, Juscelino Kubitschek, que deu em primeira mão a notícia que pretendia ser candidato à presidente da república nas eleições de 1965, o que acabou repercutindo em todo o país e aumentando a credibilidade da recém-inaugurada emissora. No entanto, devido ao golpe militar de 1964, não houve eleição naquele ano.
Posteriormente, vieram outros noticiários, como o Atualidades Maranhenses, e programas de entrevistas como o Personalidade em Destaque, conduzido por Bernardo Almeida. Nesta época também se destacaram nomes como Lima Coelho, Fernando Leite, Oscar Pereira, Fernando Sousa, Ilmar Furtado, Moreira Serra e Clésio Muniz, alguns deles com larga atuação na Rádio Difusora. Na décadas de 1970, o jornalismo passou a ser o carro chefe da emissora, devido a afiliação com a Rede Globo e a constante exigência da rede com o padrão jornalístico. Foi nessa época que foram criadas edições locais do Hoje e do Jornal Nacional, os antigos padrões jornalísticos da emissora antes do Praça TV.
No fim da década, surgiram novos telejornais, como o Jornal da Baixada, exibido aos sábados a partir de 1.º de julho de 1978, com José Raimundo Rodrigues. O foco do telejornal era exclusivamente nos municípios da Baixada Maranhense, mostrando fatos da região através de fotografias, além de promover politicamente em seus municípios o proprietário da emissora, Magno Bacelar, então deputado federal. Havia ainda o comentário esportivo de Juracy Vieira, intitulado A Palavra do Campeão, exibido de segunda à sábado antes do Jornal Nacional, seguindo a mesma premissa de Dois Minutos com João Saldanha, que havia ido ao ar pela rede. Em 2 de abril de 1979, foi criado o Jornal das Sete, exibido de segunda à sexta, antes do Jornal Nacional, com Ivo Silva. Em 1980, também surgiram o Difusora Esporte, com duas edições diárias, às 12h30 (com 15 minutos) e às 19h45 (com 5 minutos), o Jornal da Tarde, às 12h45, e aos sábados, o Jornal da Integração, substituindo o Jornal da Baixada.
Em 1983, mais alterações são feitas após a abertura de novos espaços jornalísticos na programação da Globo. Em 3 de janeiro de 1983, entra no ar o Bom Dia Maranhão, exibido até os dias atuais pela emissora, e o Jornal da Integração passa a ser exibido de segunda a sábado, no lugar do Jornal das Sete, com a apresentação de Florisvaldo Sousa e Fernando Leite. Em 1984, foi criado mais um telejornal, o Jornal da Difusora (equivalente ao Praça TV 3.ª edição), exibido após o Jornal da Globo, ficando no ar até o fim da faixa em 1989. No fim da década, surgiu em 1.º de abril de 1988 o Jornal da Ilha, exibido no espaço do Praça TV 1.ª edição, com a apresentação de Marcos Figueiredo e Orquídea Santos.
Os anos 80 tiveram ainda grande destaque para o telejornalismo da TV Difusora. Em 1985, o jornalismo da emissora teve seu primeiro momento em rede nacional, quando foi mostrada a repercussão da vitória da chapa entre Tancredo Neves e José Sarney na eleição presidencial de 1985 no Maranhão, através de uma entrada ao vivo feita por José Raimundo Rodrigues para o Bom Dia Brasil, a primeira da sua história. No ano seguinte, a emissora também mostrou a revolta dos servidores públicos municipais contra os cortes de 15 mil contratos pela prefeita Gardênia Gonçalves, que resultaram na depredação e incêndio do histórico Palácio de La Ravardière, no centro de São Luís, e as cheias que deixaram mais de 15 mil desabrigados no Vale do Rio Mearim, além de um gigantesco prejuízo causado com a destruição das plantações de arroz e soja da região, das quais o Maranhão era o principal produtor. Nesta última, a TV Difusora foi responsável por intermediar ao vivo uma entrevista do governador Luiz Rocha ao Jornal Hoje, por telefone.
Na década de 1990, com a mudança para o SBT, os antigos telejornais da emissora (com exceção apenas do Bom Dia Maranhão) são substituídos pelo Maranhão Notícias, com duas edições diárias, ao meio-dia e às 19h. Alterações também ocorrem na sua linha editorial, que culminaram num caráter mais comunitário e popularesco comum em algumas atrações da rede. A primeira atração desta nova fase foi o programa policial Bandeira 2, no ar desde 1992 e exibido durante as manhãs da emissora, antes do Bom Dia Maranhão. Apresentado por Jânio Arley, o Bandeira 2 era baseado em um homônimo já exibido pela TV Difusora Imperatriz há três meses, e foi o pioneiro do gênero na televisão maranhense, sendo marcado em seus primeiros anos pela presença in loco do apresentador em ocorrências criminosas, batidas policiais e cadeias, sendo feito totalmente fora dos estúdios.
Durante seu período no programa, Jânio Arley sofreu várias perseguições pelo trabalho que fazia, sendo as mais notáveis a agressão que sofreu por um segurança do filho do então prefeito de São Bento, Isaque Dias, e o episódio onde um pastor da Igreja Universal do Reino de Deus, Luís Cláudio, foi até a TV Difusora para ameaça-lo de morte, acompanhado de quatro elementos encapuzados. Além disso, Jânio foi diversas vezes processado judicialmente pelas críticas e cobranças que fazia ao poder público, e para garantir sua própria segurança, chegou a andar armado.
Em maio de 1992, também entrou no ar o programa sobre agronegócio Maranhão Rural, exibido aos domingos, e produzido por Messias Vilar. Em 1995, calcado no sucesso do jornalístico Aqui Agora, entrava no ar o telejornal policial Maranhão Aqui Agora, entre 12h e 12h30. Em 1996, a TV Difusora criou uma segunda edição do telejornal, exibida entre 18h40 e 19h. Ambas as edições ficaram no ar até setembro de 1999, e foram apresentadas por nomes como Ricardo Baty, Gilberto Lima e Marinalva Carvalho. Dentre outras coberturas jornalísticas da emissora, estão o assassinato do prefeito de Imperatriz, Renato Cortez Moreira em 1993, o assassinato do delegado Stênio Mendonça, que investigava o crime organizado no estado em 1997, e a CPI do Narcotráfico que terminou com a prisão de dois deputados estaduais no fim da década.
Em 1997, Jânio Arley deixou a apresentação do Bandeira 2 após criar sua própria empresa de produção – no ano seguinte, ele passaria a apresentar na TV Cidade o policialesco De Olho em Você, de produção independente. Em seu lugar no Bandeira 2, ficou o apresentador Silvan Alves, que passou mais de duas décadas no comando da atração. No fim da década, a TV Difusora substituiu as edições do telejornal Maranhão Aqui Agora por programas independentes e venda de espaços a instituições religiosas, o que deixou a emissora apenas com o Bandeira 2 e o Bom Dia Maranhão como programas jornalísticos, seguindo a tendência do SBT em priorizar os programas de entretenimento. Ao longo da programação, também ia ao ar diariamente o boletim Notícias de Hora Em Hora.
A TV Difusora volta a investir no setor apenas em 2003, com a entrada de Gilmar Corrêa na direção de jornalismo. Nesse ano, é recriado na faixa das 19h o Jornal da Difusora, cuja estreia ocorreu em 5 de maio, ancorado por Jaqueline Vieira, e posteriormente por nomes como Daucyana Castro, Andrezza Cerveira, Heider Lucena e Fernanda Leão. Na faixa do meio-dia surgiram também o Maranhão na Difusora, jornalístico apresentado por Adalberto Melo, e o Maranhão Esportivo, com Edvaldo Pereira Biguá. Em 2004, ambos foram substituídos pelo Repórter Difusora, sob o comando de Ricardo Baty e Eliene Pinheiro. Em 28 de setembro de 2009, entra no ar o jornalístico Difusora Agora, exibido das 12h às 13h, apresentado por José Raimundo Rodrigues, substituindo o Difusora Repórter e também o MATV, que Zé Raimundo passaria a apresentar apenas aos sábados.
Em 22 de outubro de 2012, durante o Difusora Agora, foi reprisado um vídeo mostrado durante o horário eleitoral gratuito do candidato a prefeito de São Luís, João Castelo (PSDB), intitulado "Milícia 36". O vídeo, que posteriormente foi contestado como uma montagem, acusava o rival de Castelo, Edivaldo Holanda Junior (PTC), de estar armando uma milícia com os líderes militares de São Luís para derrubar o candidato a reeleição do poder. No entanto, a exibição se deu sem autorização da Justiça Eleitoral, o que rendeu a emissora uma multa de 300 mil reais. A direção do canal decidiu afastar José Raimundo Rodrigues do Difusora Agora, que acabou sendo exibido pela última vez em 26 de outubro. O horário do programa ficou vago por cerca de um mês, e em 29 de novembro, estreou o jornalístico Na Hora D, apresentado por Olavo Sampaio.
Em 15 de abril de 2013, o Maranhão Rural passou a ter um bloco diário de 5 minutos após o Bom Dia Maranhão. Na faixa do meio-dia, estreou também o programa esportivo Show de Bola, apresentado por Tayane Leite. Meses depois, o programa passou a ser apresentado por Laércio Júnior, locutor esportivo da Rádio Difusora. Em 31 de dezembro de 2014, a emissora levou ao ar pela última vez o jornalístico Na Hora D e o esportivo Show de Bola, que ocupavam a faixa do meio-dia. Olavo Sampaio posteriormente assumiu o comando do Jornal da Difusora no lugar de Fernanda Leão, enquanto Laércio Júnior foi contratado pela TV Guará. O bloco diário do Maranhão Rural também deixou de ser exibido, e o Bom Dia Maranhão voltou a ter 30 minutos de duração.
Com a série de demissões que ocorreram na emissora em 2015, o departamento de jornalismo sofreu várias baixas, com a saída de repórteres para outras emissoras e a demissão do diretor de jornalismo e apresentador do Bom Dia Maranhão, Gilmar Corrêa. Com isso, apenas Eliene Pinheiro passou a ancorar o telejornal. Em março de 2016, Tiago Soares é nomeado o novo diretor de jornalismo da emissora. Em 18 de abril, Carla Lima substitui Eliene Pinheiro na apresentação do Bom Dia Maranhão, e o Na Hora D reestreia na faixa do meio-dia apresentado por Osvaldo Maia, vindo da TV Meio Norte Maranhão. Porém, com apenas uma semana apresentando o programa, o jornalista é substituído por Jeisael Marx, vindo da TV Cidade. Em maio, o esportivo Show de Bola reestreia durante as manhãs apresentado por Ricardo Baty.
Em 9 de julho, a emissora estreou aos sábados o talk show Resenha, apresentado pelos blogueiros Clodoaldo Corrêa e Jorge Vieira, debatendo com um convidado a cada semana assuntos da política maranhense. Em 25 de julho, Anamaria Mesquita assume o Jornal da Difusora no lugar de Olavo Sampaio, que passa a ficar apenas no Bom Dia Maranhão. Em outubro, Elirdes Soares torna-se âncora do Jornal da Difusora no lugar de Anamaria Mesquita, e em novembro, o boletim Notícias de Hora em Hora deixa de ser exibido para dar lugar ao Boletim MA10, em referência ao novo portal de notícias do Sistema Difusora.
Em 9 de janeiro de 2017, a emissora reformulou sua programação e extinguiu mais uma vez o Show de Bola, que virou o bloco esportivo do Bom Dia Maranhão. Este por sua vez passou a ser apresentado por Adalberto Melo, enquanto Olavo Sampaio passou a fazer apenas reportagens especiais para o jornalismo da emissora. Com a transformação do Tudo de Bom em um programa semanal, o Na Hora D teve seu tempo de duração aumentado em mais 30 minutos, passando a ocupar o espaço que era do programa. O talk show Resenha foi retirado da grade para dar espaço ao Tudo de Bom, e teve sua última exibição em 7 de janeiro.
Em 16 de agosto, Laís Rocha, vinda da TV Mirante Imperatriz, passa a ancorar o Jornal da Difusora no lugar de Elirdes Soares, que por sua vez assume a apresentação do Bom Dia Maranhão junto com Adalberto Melo em 21 de agosto. A mudança no entanto, durou apenas algumas semanas. Em 19 de agosto, o programa Resenha reestreou, com a apresentação de Itevaldo Júnior, na mesma faixa horária de antes do seu cancelamento em janeiro, agora com um foco orientado não apenas para política, mas também assuntos gerais. Em 18 de outubro, a jornalista Cristiane Moraes assume a direção de jornalismo da emissora no lugar de Tiago Soares, agora realocado para a direção de rede e conteúdo criada pelo superintendente Zeca Pinheiro, em substituição ao jornalista Leandro Miranda, que exercera a função entre 2016 e 2017.
Em maio de 2018, o Resenha passou a ter exibição diária, substituindo o humorístico Autarquias do Humor na faixa vespertina. Em 21 de julho, estreou o programa Câmera 4, que exibe reportagens especiais sobre o Maranhão, tendo exibição nas manhãs de sábado. No mesmo ano, Layne Corrêa assume a apresentação do Jornal da Difusora.
Em janeiro de 2019, Itevaldo Júnior é contratado pela TV Guará, onde assume a direção de jornalismo. Com isso, em 21 de janeiro, o Resenha passa a ser apresentado pelo comentarista de política da TV Difusora, John Cutrim. Em março, Fábio Cabral assume a apresentação do Jornal da Difusora, substituindo Layne Corrêa. Em abril, a direção de jornalismo da emissora é assumida por Estevão Damázio, que havia exercido anteriormente a mesma função na Empresa Brasil de Comunicação.
Em 7 de maio, a emissora demitiu o jornalista Jeisael Marx, após o anúncio oficial de sua pré-candidatura a prefeito de São Luís nas eleições de 2020, o que segundo a direção da emissora seria "incompatível" com seu cargo. Com isso, o Na Hora D passou a ser comandado pelo repórter Hugo Viegas, que cobria as folgas do apresentador. Em 20 de maio, o Jornal da Difusora foi reformulado e passou a ser apresentado por Cristiane Moraes, além de começar a ser veiculado em rede para todas as emissoras do interior do Maranhão no lugar dos seus antigos telejornais locais.
Em 7 de setembro, a emissora descontinuou a edição de sábado do Jornal da Difusora, no ar desde o surgimento do jornal em 2003, passando a exibir a partir do sábado seguinte o segmento completo do Programa Raul Gil (nas afiliadas do SBT com programação local noturna aos sábados, o programa tem duração reduzida) e boletins ao longo da programação.
Em 30 de setembro, a emissora estreou o novo Hora D, reformulado e agora apresentado por Keith Almeida. A duração do programa também foi aumentada em mais 30 minutos, passando a ir ao ar entre 12h-13h30. Em dezembro de 2019, Estevão Damázio deixou a direção de jornalismo da emissora, que foi assumida novamente por Cristiane Moraes, conciliando-a com a apresentação do Jornal da Difusora até 14 de julho de 2020, quando o repórter Hugo Viegas, que apresentava o telejornal durante as folgas de Cristiane, assume a titularidade. Em 11 de agosto de 2020, a edição de sábado do Jornal da Difusora voltou a ser exibida.
Em 20 de fevereiro de 2021, Cristiane Moraes passou a apresentar o Resenha no lugar de John Cutrim, que continuou apenas fazendo comentários sobre política nos programas da emissora. Em 15 de março, Ricardo Marques, até então responsável pela gerência de jornalismo da TV Sinal Verde em Caxias, torna-se o âncora do Jornal da Difusora, enquanto Hugo Viegas volta para a reportagem. No entanto, a passagem de Marques pelo telejornal dura apenas três meses, e em 21 de junho, o telejornal passa a ser apresentado novamente por Viegas.
Em 15 de julho, o apresentador Silvan Alves sofreu um acidente vascular cerebral isquêmico, ficando internado durante um mês e continuando em tratamento por conta das sequelas. Com o seu afastamento das funções, o Bandeira 2 passou a ser apresentado em esquema de rodízio por Wellington Raulino (convidado pela emissora) e pelos repórteres Eduardo Bueno e Bial Mendes, sendo este último quem se firmou após a saída definitiva de Silvan. Em 6 de setembro, a emissora promoveu uma "dança das cadeiras" nos seus noticiários: Keith Almeida deixou o Hora D para assumir a vaga de Adalberto Melo no Bom Dia Maranhão, enquanto Odair Júnior e a drag queen Valeska Furtado, egressos da Difusora FM, assumiram o vespertino. E no Jornal da Difusora, Geyce Gomes assumiu o posto de Hugo Viegas, que encerrou sua segunda passagem pelo telejornal e retornou para a reportagem.

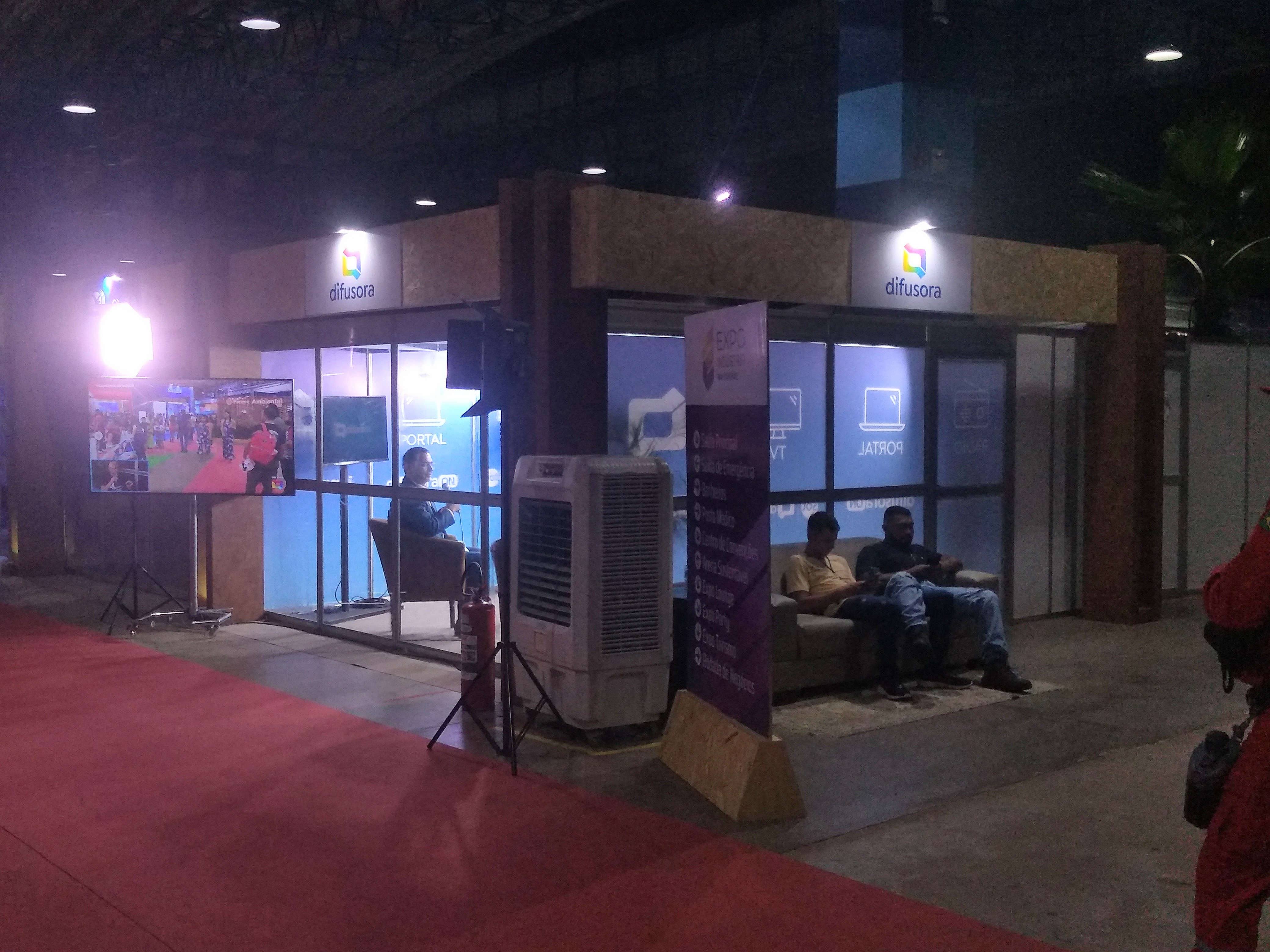
Estúdio da emissora na Expo Indústria Maranhão 2022

Em 8 de novembro, a emissora reformulou sua programação local, com a estreia de novos cenários para as suas atrações. Ao mesmo tempo, foi criado na faixa vespertina o Jornal da Difusora 1.ª edição, apresentado por Adalberto Melo, que diferente da edição noturna (que passou a ser o Jornal da Difusora 2.ª edição), focada no conteúdo factual, passou a ter um formato direcionado a debates e análises políticas, com a participação dos jornalistas Eduardo Ericeira, John Cutrim e Keith Almeida. Em 13 de novembro, o Resenha deu lugar ao Em Alta, mantendo a apresentação de Cristiane Moraes, enquanto o Câmera 4, antes sem apresentador fixo, passou a ser comandado por Hugo Viegas.
Em 3 de janeiro de 2022, o Bandeira 2 passou a ser apresentado por Júnior Albuquerque, vindo da TV Mirante. Em 20 de maio, Geyce Gomes deixou a TV Difusora e a apresentação do Jornal da Difusora 2.ª edição. Em seu lugar, assumiu interinamente o repórter Eduardo Ericeira, até o retorno de Cristiane Moraes em 21 de junho. Outros jornalistas da emissora também passaram a apresentar o telejornal em esquema de rodízio neste período.
Em 2 de setembro, Adalberto Melo encerrou a sua segunda passagem pela emissora, deixando a apresentação do Jornal da Difusora 1.ª edição para Eduardo Ericeira. Em outubro, a emissora recontratou Adalberto Melo e anunciou a contratação de Sérgio Murilo, vindo da TV Cidade, para assumirem respectivamente o Jornal da Difusora e o Hora D. Ao mesmo tempo, Odair Júnior deixou a apresentação deste último em 25 de outubro, sendo substituído interinamente por Bial Mendes, enquanto o Jornal da Difusora 1.ª edição ficou no ar até 18 de novembro, abrindo espaço para o novo Hora D com Sérgio Murilo, que estreou em 21 de novembro com duração ampliada para duas horas. Uma semana depois, em 28 de novembro, Adalberto Melo assumiu o comando do Jornal da Difusora.
Em 20 de dezembro, a emissora promoveu um inesperado corte de gastos em vários dos seus setores, ocasionando a demissão de diversos funcionários. No setor de jornalismo, o número de equipes de reportagem foi drasticamente reduzido, enquanto o Câmera 4 deixou a programação e o Jornal da Difusora voltou a ser apresentado por Cristiane Moraes, após Adalberto Melo ser demitido menos de dois meses após ter sido recontratado.

### Entretenimento
Como no seu início a programação era inteiramente local, a TV Difusora se destacou na produção de vários tipos de programas, como telejornais, programas de variedades, colunismo social, musicais e até mesmo telenovelas, tudo feito ao vivo e de maneira quase artesanal. Em 1964, entrou no ar nas noites de domingo o humorístico São Luís se Diverte, idealizado pelo diretor artístico da emissora, Reynaldo Faray. O programa contou com vários profissionais iniciantes na TV, sendo que alguns integravam a parte técnica do canal, como Haroldo Rêgo, Douglas Santos, Zé Leite e Elvas Ribeiro. Outras atrações também tiveram destaque, como o humorístico O Riso é o Limite, O Saber Não Tem Limite, com Bernardo Almeida, e Brotolândia, musical apresentado por Carlos Henrique. Com a chegada dos primeiros programas em videotape, produzidos no Eixo Rio-São Paulo, boa parte desses programas locais foi se extinguindo, tendo prioridade o jornalismo e as atrações pré-gravadas.
Em 1984, foi criado o MATV, revista eletrônica exibida diariamente de segunda a sábado, na faixa do meio-dia. Idealizado por José Raimundo Rodrigues, na época repórter e diretor de jornalismo da emissora, o programa misturava pautas jornalísticas e entretenimento com ênfase na cultura local. Foi exibido inicialmente entre 1984 e 1990, quando migrou para a TV Mirante, retornando para a TV Difusora após a troca de afiliação entre ambas em 1991. Em 1995, trocou novamente de emissora, indo para a TV Cidade, voltando para a TV Difusora em 1997 e mantendo-se no ar ininterruptamente até 16 de fevereiro de 2013, quando migrou para a TV Guará.
Em 1989, estreou o programa de variedades Video Arte, apresentado por Adriana Vieira, que destacava a cultura local através de entrevistas, matérias, clipes e apresentações musicais. O programa possuía ainda um bloco intitulado "Black", comandado pelo radialista da Difusora FM, Ademar Danilo, voltado exclusivamente para o reggae, sendo essa a primeira vez que o ritmo musical, que aos poucos crescia nas festas da periferia e nas programações das rádios de São Luís, ganhava espaço na televisão local.
Na década de 1990, com a mudança de afiliação para o SBT, o espaço dedicado as programações locais aumentou. Surgiram atrações como o Maranhão em Revista, produzido em parceria com a MS Vídeo e Produções, com matérias especiais feitas pelo repórter Mizael Mendes. A TV Difusora também passou a exibir nas madrugadas de sábado para domingo o polêmico Zoom Zoom Noturno, sobre a vida boêmia de São Luís, apresentado por Luís Fernando Pinto, que há anos vinha sendo veiculado pela TV Cidade (na época, TV Ribamar), de onde também saiu em 1995 o Ilha Reggae, programa musical exclusivamente dedicado ao ritmo. Surgiram também programas de auditório, como Beto Mania, apresentado pelo cantor Beto Douglas, entre 1994 e 1997, e Sábado Total, que ficou no ar até o início dos anos 2000. Também compuseram a grade atrações como Saúde na TV, Difusora nos Bairros (ambos apresentados por Soares Júnior) e Conexão Jamaica, com Netinho Jamaica.
Em 1997, o colunista social Zé Cirilo passa a apresentar o programa Zé Cirilo na TV, versando sobre os assuntos da sociedade ludovicense e maranhense, e exibindo reportagens sobre vários temas, após anos na TV Cidade. Em 1998, morreu o apresentador Moreira Serra, uns dos mais antigos funcionários da emissora, que apresentava diariamente o Programa Moreira Serra entre 7h30 e 8h. Com a morte do apresentador, o programa acaba sendo extinto, tendo o horário ocupado pelo Bom Dia Maranhão, que era exibido das 7h até às 7h30 e passou a ser exibido das 7h15 até às 8h. O programa policial Bandeira 2, que era exibido das 6h30 às 7h passou para as 6h45 até às 7h15. Nessa época, a emissora alugou o horário das 5h40 às 6h40 para a Igreja Universal do Reino de Deus e o das 6h40 às 6h45 para a Igreja Batista de São Luís, que passou a levar ao ar o programa Um Pouco de Sol, apresentado pelo pastor Hamilton Rocha.
Em setembro de 1998, estreou o programa independente Guia de Compras, que era exibido entre 17h40 até 18h10. No entanto, foi substituído em março de 2000 por outro programa independente, Linha Direta com Deus, produzido ao vivo pela Igreja Universal do Reino de Deus. O programa religioso era alvo de reclamações do público infantil, pois sempre terminava além de 18h10, cortando os minutos iniciais do Disney Club, exibido pelo SBT. Pouco tempo depois, este programa foi extinto, e a igreja passou a arrendar um espaço diário durante as manhãs, que se manteve durante anos na programação.
Em agosto de 2000, estreou nas tardes de sábado o programa de auditório Algo Mais, apresentado por Paulinha Lobão, esposa do proprietário da emissora, Edinho Lobão. A atração se tornou notável por receber diversas atrações musicais, além de apresentar quadros de entretenimento e caravanas feitas pela própria apresentadora. Em 2002, estreou nas manhãs de sábado o programa Flor de Lys na Difusora (posteriormente Social na Difusora, a partir de 2005), apresentado pela colunista social Flor de Lys, que integrava a equipe da emissora desde 1973, e era uma das suas mais antigas funcionárias. Com a morte da apresentadora em 29 de maio de 2011, o programa passou a ser apresentado por sua filha, Orquídea Santos, até sair do ar em 2015.
Ao longo da década de 2000, também foram destaques da programação o Acesso Livre, revista eletrônica exibida nas tardes de sábado, sob o comando de Adriany de Paula, e o Feminissima, programa de variedades apresentado durante as manhãs de segunda a sexta, com Ana Paula Spíndola, entre 2005 e 2011. No lugar do Feminissima, estreou ainda em 2011 o Antenado, apresentado por Carol Carvalho. A atração obteve êxito comercial e de audiência, mas acabou sendo tirada do ar em 31 de janeiro de 2012, por ordem da direção da emissora, à época, presidida por Paulinha Lobão. Depois que saiu da TV Difusora, Carol foi contratada pela TV Cidade e a partir de 13 de agosto começou a apresentar o ChegAí.
Com a extinção da faixa jornalística do meio-dia em 31 de dezembro de 2014, a emissora passou a exibir séries como As Visões da Raven e Três é Demais, até que em 16 de março de 2015, reestreou o programa Conexão Jamaica, que já havia ido ao ar anteriormente no início dos anos 2000, apresentado por Netinho Jamaica. Em 19 de abril, o iMacchi, programa apresentado por Aécio Macchi na TV Guará, passa a ser exibido pela TV Difusora. Em 27 de abril, a emissora estreou na faixa matinal o programa Mulher & Cia., sobre o universo feminino, e apresentado por Thadna Azevedo, Aécio Macchi e Tayane Leite. Em 26 de julho, o iMacchi deixa de ser exibido, e o Maranhão Rural volta a ter 60 minutos de duração. Em 7 de setembro, a emissora faz alterações na sua grade matinal, com o Mulher & Cia. tendo seu horário de exibição invertido com o do Programa Zé Cirilo, que respectivamente passaram a ser exibidos às 11h45 e às 13h. No fim do ano, com o arrendamento da parte da programação para a G2P TV no início da tarde, o Mulher & Cia. acaba sendo encurtado, perdendo 10 minutos de duração.
Em março de 2016, o Conexão Jamaica deixou novamente a grade de programação da emissora, e o programa Mulher & Cia. teve então seu tempo de duração aumentado em 20 minutos. Em 9 de maio, a emissora estreou o programa Tudo de Bom, em substituição ao Mulher & Cia., sem alterações substanciais no formato. Em 14 de janeiro de 2017, o programa passou a ser exibido aos sábados, tornando-se semanal e tendo mais uma hora de duração. Em 23 de agosto, Thadna Azevedo e Aécio Macchi apresentam o programa pela última vez, sendo substituídos por Gisele Azevedo, que passa a apresentar o programa junto com Yago Brandão em 2 de setembro. No fim do ano, Gisele deixa a atração e Yago passa a apresentar sozinho o programa até 10 de março de 2018, quando ganha a companhia de Jéssica Lima.
Em janeiro de 2019, o Tudo de Bom entrou em recesso, passando a ser reprisado enquanto era feita sua reformulação. O programa só voltou a ser exibido ineditamente em 1.º de julho, novamente de segunda a sexta, na faixa matinal, em um espaço que havia sido arrendado durante 20 anos pela Igreja Universal do Reino de Deus. Em 5 de outubro, o Programa Zé Cirilo deixou de ter exibição diária e passou a ir ao ar apenas aos sábados, para dar espaço ao novo Hora D. Porém, Zé Cirilo deixou a emissora poucas semanas depois, migrando com o seu programa para a TV Guará após mais de 20 anos na TV Difusora. O espaço deixado pela atração passou a ser preenchido por séries como The Middle, Henry Danger e Os Thundermans, até a criação do Jornal da Difusora 1.ª edição em 2021.
Em 10 de outubro de 2020, a emissora passou a exibir nas manhãs de sábado a Santa Missa, com celebrações realizadas pelo padre Hernanni Pereira, ao vivo da Paróquia São Maximiliano Kolbe, no bairro do Vinhais, ficando no ar até o fim de 2022. Em 2 de julho de 2021, Jessica Lima deixou a apresentação do Tudo de Bom após entrar em licença-maternidade, sendo substituída por Raquel Rocha, que posteriormente foi efetivada no comando da atração. Em 5 de novembro, foi ao ar pela última vez o programa Um Pouco de Sol, que deixou de ser exibido após 23 anos, em favor de uma ampliação no horário do Bandeira 2, que passou a começar pontualmente às 6h.
Em 12 de novembro de 2022, estreou aos sábados o Nossa Manhã, programa de variedades apresentado por Jessica Lima, voltado a entrevistas e dicas de passeio, cultura e gastronomia. Em 20 de dezembro, após um inesperado corte de gastos e a demissão de vários funcionários, o Tudo de Bom foi extinto. E em 31 de dezembro, após 22 anos no ar, o Algo Mais deixou a programação da emissora após a contratação de Paulinha Lobão pela TV Mirante.

### Transmissões esportivas
- Copa do Nordeste de Futebol (desde 2018)

Equipe de transmissão
- Laércio Júnior, narração
- Heraldo Moreira, comentários

Em março de 2012, a TV Difusora adquiriu os direitos de transmissão do Campeonato Maranhense de Futebol, transmitindo entre 5 de abril e 7 de junho, 13 partidas realizadas às segundas e quintas (posteriormente terças e quartas), às 20h30. A equipe de transmissão contava com Laércio Júnior na narração e José Raimundo Rodrigues nos comentários. Como o SBT não exibia eventos esportivos desde 2004 e também não havia espaço na grade, a TV Difusora era obrigada a cortar a programação original para exibir as partidas, o que gerava um atraso de duas horas em relação a exibição original. A transmissão da rede era retomada em delay às 22h30, e as imagens eram precárias, o que gerava muita reclamação dos telespectadores.
Em 2017, o presidente da Federação Maranhense de Futebol Antônio Américo, confirmou a reaquisição dos direitos de transmissão do Campeonato Maranhense pela TV Difusora. Nos últimos dois anos, a competição havia sido transmitida pela TV Guará, e desde 2013 pelo Esporte Interativo na TV por assinatura. A emissora no entanto só exibiu uma partida, e apenas através da TV Difusora Sul devido a política de bloqueio. No ano seguinte, apenas algumas partidas chegaram a ser exibidas.
Em 30 de outubro de 2017, o SBT firmou acordo com a Liga do Nordeste para a transmissão da Copa do Nordeste de Futebol em suas afiliadas na região. A TV Difusora possui direito a transmissão de jogos selecionados, além de partidas envolvendo clubes maranhenses na competição, o que inclui o título do Sampaio Corrêa na final de 2018. No meio da temporada 2019 da competição, a narração das partidas passou a ficar a cargo de Adalberto Melo, com comentários de Emanuel Ribeiro. A partir de 2023, com a demissão da antiga equipe, Laércio Júnior retornou à narração das partidas, tendo a companhia de Heraldo Moreira.
2023. Após imergir em uma profunda crise, que abalou enormemente sua credibilidade e de todo o Grupo empresarial, os donos da empresa resolveram contratar o empresário Léo Felipe, que há mais de duas décadas comandou com sucesso a Mais FM. Em meio a um mar de dúvidas quanto à possibilidade de recuperação do conglomerado, envolto em graves conflitos políticos gerados pelas gestões anteriores, o novo presidente do Grupo iniciou um trabalho de recuperação da imagem, das instalações, equipamentos e da audiência da mais antiga TV do estado do Maranhão. Com efeito, em setembro de 2024, a TV Difusora, que até 2023 vinha ocupando o terceiro lugar em audiência, passa a assumir a vice-liderança com uma larga vantagem de 77% a mais de audiência sobre a segunda colocada, conforme noticiado por jornalistas especializados. Um novo studio-redação, novos equipamentos e um grande reforço no time de jornalismo, a partir da contratação do jornalista Adalberto Melo para dirigir a programação da emissora.

## Retransmissoras
| Cidade             | Analógico | Digital | Cidade                   | Analógico | Digital | Cidade                    | Analógico | Digital |
| ------------------ | --------- | ------- | ------------------------ | --------- | ------- | ------------------------- | --------- | ------- |
| Açailândia         | 08        | 38      | Anajatuba                | 07        | 06 (38) | Araguanã                  | 12        | 06 (38) |
| Arari              | -         | 06 (38) | Axixá                    | 07        | 06 (38) | Balsas                    | 03        | 38*     |
| Barra do Corda     | 07        | 38      | Barreirinhas             | 11        | 06 (38) | Belágua                   | 07        | -       |
| Bequimão           | -         | 06 (38) | Bom Lugar                | 02        | -       | Brejo                     | 09        | 06 (38) |
| Buriti Bravo       | 13        | -       | Buriticupu               | 02        | 38      | Cajapió                   | -         | 06 (38) |
| Cantanhede         | 08        | -       | Capinzal do Norte        | 07        | -       | Carolina                  | 11        | 38*     |
| Cedral             | -         | 06 (38) | Chapadinha               | 12        | 38*     | Coelho Neto               | 08        | 06 (38) |
| Colinas            | 11        | 38      | Coroatá                  | 09        | -       | Cururupu                  | -         | 07 (38) |
| Dom Pedro          | 06        | -       | Esperantinópolis         | 04        | -       | Estreito                  | 07        | -       |
| Governador Archer  | -         | 06 (38) | Governador Nunes Freire  | 10        | -       | Grajaú                    | 13        | -       |
| Guimarães          | 07        | 06 (38) | Humberto de Campos       | 07        | 06 (38) | Itapecuru-Mirim           | 07        | 06 (38) |
| Lago da Pedra      | 12        | -       | Lima Campos              | -         | 06 (38) | Maranhãozinho             | -         | 06 (38) |
| Matinha            | 09        | -       | Miranda do Norte         | 07        | 38      | Mirinzal                  | 07        | 06 (38) |
| Montes Altos       | -         | 06 (38) | Morros                   | -         | 06 (38) | Olho d'Água das Cunhãs    | 11        | -       |
| Palmeirândia       | -         | 06 (20) | Paraibano                | 09        | -       | Passagem Franca           | -         | 06 (38) |
| Paulo Ramos        | -         | 06 (38) | Pedreiras                | 09        | 38      | Peri Mirim                | -         | 06 (38) |
| Peritoró           | 07        | -       | Pinheiro                 | 03        | 38*     | Pio XII                   | 04        | -       |
| Pirapemas          | 11        | -       | Porto Franco             | 10        | -       | Presidente Dutra          | 07        | 38      |
| Presidente Vargas  | 07        | 06 (38) | Primeira Cruz            | 07        | -       | Santa Helena              | 04        | -       |
| Santa Inês         | 05        | -       | Santa Luzia              | 09        | -       | São Benedito do Rio Preto | -         | 06 (38) |
| São Bento          | -         | 38      | São Domingos do Maranhão | -         | 06 (38) | São João Batista          | 07        | 06 (38) |
| São João dos Patos | 09        | -       | São Mateus do Maranhão   | 09        | -       | São Vicente Ferrer        | 07        | 06 (38) |
| Timbiras           | 11        | 06 (38) | Timon                    | -         | 15      | Turilândia                | 04        | -       |
| Tutóia             | 07        | 38      | Urbano Santos            | 07        | -       | Vargem Grande             | 07        | -       |
| Viana              | 09        | -       | Vitória do Mearim        | 06        | 38      | Vitorino Freire           | 10        | -       |
| Zé Doca            | 04        | -       |                          |           |         |                           |           |         |

* - Em implantação

## Na cultura popular
A emissora foi homenageada no carnaval de 2005 pela escola de samba Turma do Quinto, com o enredo "A Difusora está no ar, o Quinto opina e a Madre Deus vai festejar", que lhe deu o título de campeã do carnaval naquele ano.

## Controvérsias

### Comentários de Zé Cirilo sobre a morte de Chorão
Em 6 de março de 2013, o apresentador Zé Cirilo protagonizou uma gafe de repercussão nacional durante a exibição do seu programa, ao comentar sobre a morte do líder da banda Charlie Brown Jr., o cantor Chorão. Demonstrando claro desconhecimento de quem se tratava, Zé Cirilo achou que Chorão era o personagem Charlie Brown, dos quadrinhos Snoopy, e a partir daí deduziu que o cantor Benito di Paula se referia a Chorão ao compor a canção "Meu Amigo Charlie Brown". Ainda disse que Charlie Brown era um sambista baiano (referindo-se a Carlinhos Brown), e que a morte de Chorão era uma grande perda para o carnaval brasileiro.
Após um vídeo ser publicado no YouTube, vários sites do Maranhão e do país publicaram matérias sobre o erro cometido. Tendo em vista a repercussão que o erro tomou, em 8 de março, Zé Cirilo tentou retratar-se ao fim do seu programa, mas piorou mais ainda a situação, ao falar que "Charles Brown Jr. era filho de Charles Brown", e que "afinal de contas, quem nessa vida não tem um pouco de médico e um pouco de louco". Os dois erros cometidos por Zé Cirilo acabaram indo parar até mesmo dentro do quadro "Top Five", exibido no CQC (Rede Bandeirantes).

### Eleições 2014
Em setembro de 2014, a TV Difusora e a Rádio Difusora foram multadas pela Justiça Eleitoral em mais de 200 mil reais por produzirem matérias tendenciosas contra o candidato Flávio Dino (PCdoB), que disputava o governo do estado do Maranhão contra Edinho Lobão (PMDB), proprietário da emissora.

### Eleições 2020
Durante as eleições municipais de 2020, a TV Difusora foi acusada pelo candidato Duarte Júnior (Republicanos) de favorecimento a campanha de Neto Evangelista (DEM), apoiada pelo PDT, partido do senador e proprietário da emissora, Weverton Rocha. Inicialmente, em 4 de novembro, o candidato questionou a abordagem que foi dada a ele numa sabatina realizada pelo programa Hora D, em tom completamente diferente do que havia sido feito com Neto no dia anterior, e afirmou que não participaria mais de entrevistas ou debates realizados pela emissora durante a campanha. As tensões entre Duarte e a emissora pioraram, quando em 11 de novembro, forçado a se afastar dos seus compromissos de campanha após contrair a COVID-19, a TV Difusora levou ao ar matérias apontando que o candidato havia feito um suposto teste no LACEN, laboratório público de São Luís, que havia dado positivo, mas mesmo assim continuou fazendo campanha, o que era contra as recomendações médicas. Duarte negou a veracidade do teste, e afirmou que entraria na justiça contra a emissora e o Sistema Difusora de Comunicação. A TV Difusora rebateu as acusações, afirmando que havia sido oferecido espaço para o candidato se retratar, "e em todas as ocasiões ele se negou a falar e se limitou a atacar os jornalistas e a emissora".